# Strada Maggiore
La Strada Maggiore (anciennement connue sous le nom de Strata Maior, Stra Mażåur en dialecte bolonais) est une rue du centre historique de Bologne qui relie deux importantes places bolognaises : Piazza di Porta Ravegnana à l'Ouest et Porta Maggiore à l'Est, marquant la frontière entre les quartiers Santo Stefano et San Vitale.
C'est la seule rue bolonaise à avoir conservé l'appellation urbaine de « strada » (du latin sternere : « trottoir »), datant de l'époque romaine et confirmée par la réforme napoléonienne de 1801.

## Histoire
Le tronçon de rue actuel coïncide à peu près avec la portion de la Via Aemilia qui s'est développée en dehors du centre habité de la Bononia romaine, qui se terminait en fait, à l'Est, à la Piazza di Porta Ravegnana.
L'odonyme Strata Maior était déjà connu en 1162, étant mentionné dans l'acte emphytéotique d'une maison située à « Burgo Stratae Maioris ». Elle a gardé son nom jusqu'en 1873, date à laquelle elle a été renommée en l'honneur du patriote du Risorgimento Giuseppe Mazzini, puis a changé à nouveau en 1878 par le nom actuel.

## Points d'intérêt
Le long de Strada Maggiore, se trouvent de nombreux palais et églises, dont :
- La Basilique des Saints Bartholomée et Gaétan (XVIIe siècle) : élevée au rang de basilique mineure par le pape Pie XI, elle contient des peintures de Francesco Albani et Guido Reni ;
- La Basilique Santa Maria dei Servi (XVIe siècle) et le portique : elle contient des œuvres de Francesco Albani, Vitale da Bologna, Giovanni Angelo Montorsoli et d'autres ;
- Le Palais Rossini : acheté en 1822 par Gioachino Rossini et résidence du compositeur pendant une vingtaine d'années, avant son installation à Paris ;
- Palazzo Hercolani (XVIIIe siècle): aujourd'hui siège de l'École de sciences politiques de l'Université de Bologne ;
- Le Palais Davia Bargellini (XVIIe siècle), de style baroque ;
- Plaque sur la Casa Zorzi, anciennement Borghi-Mamo, dédiée à Adelaide Borghi-Mamo.

Vues.
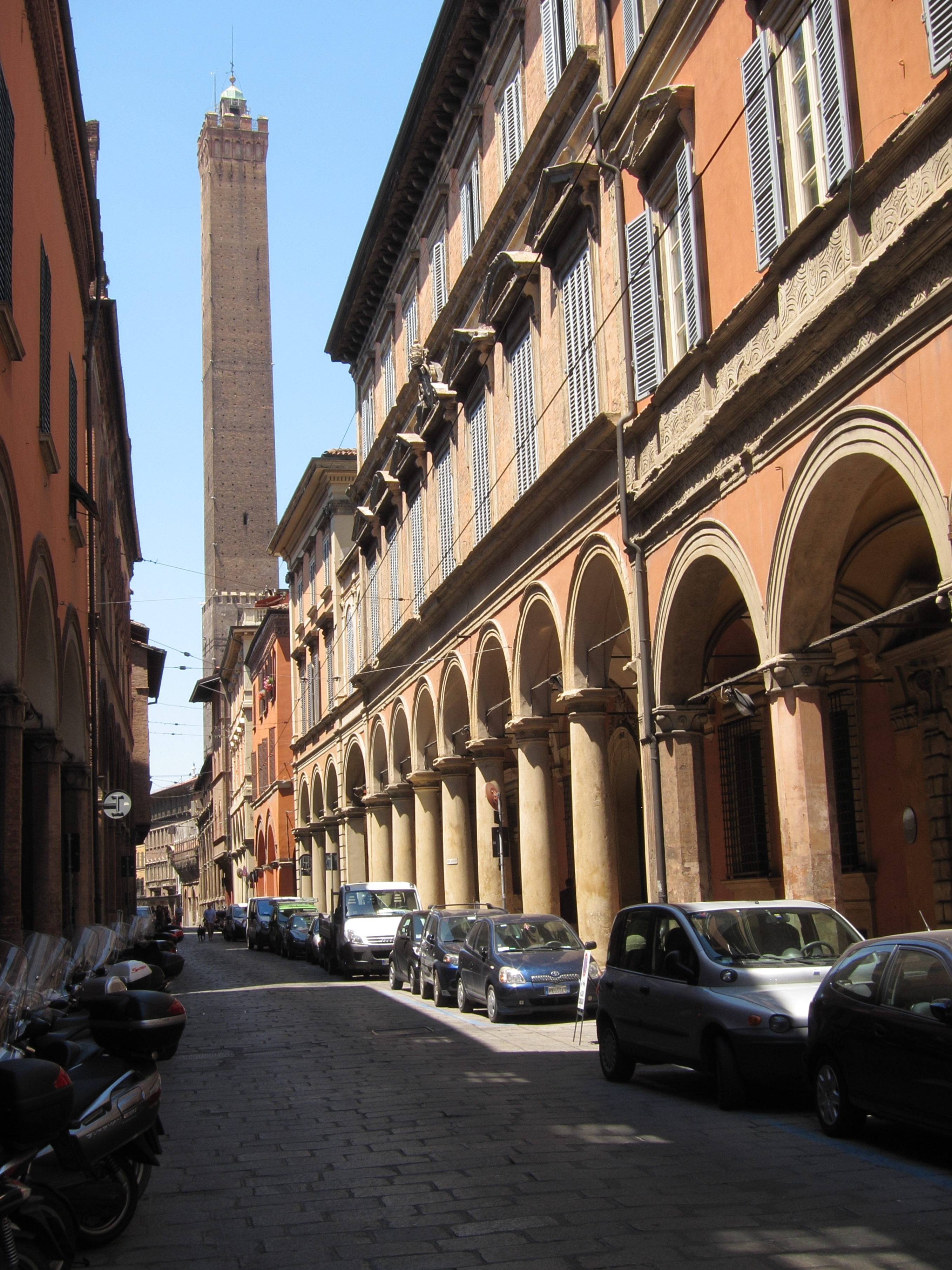
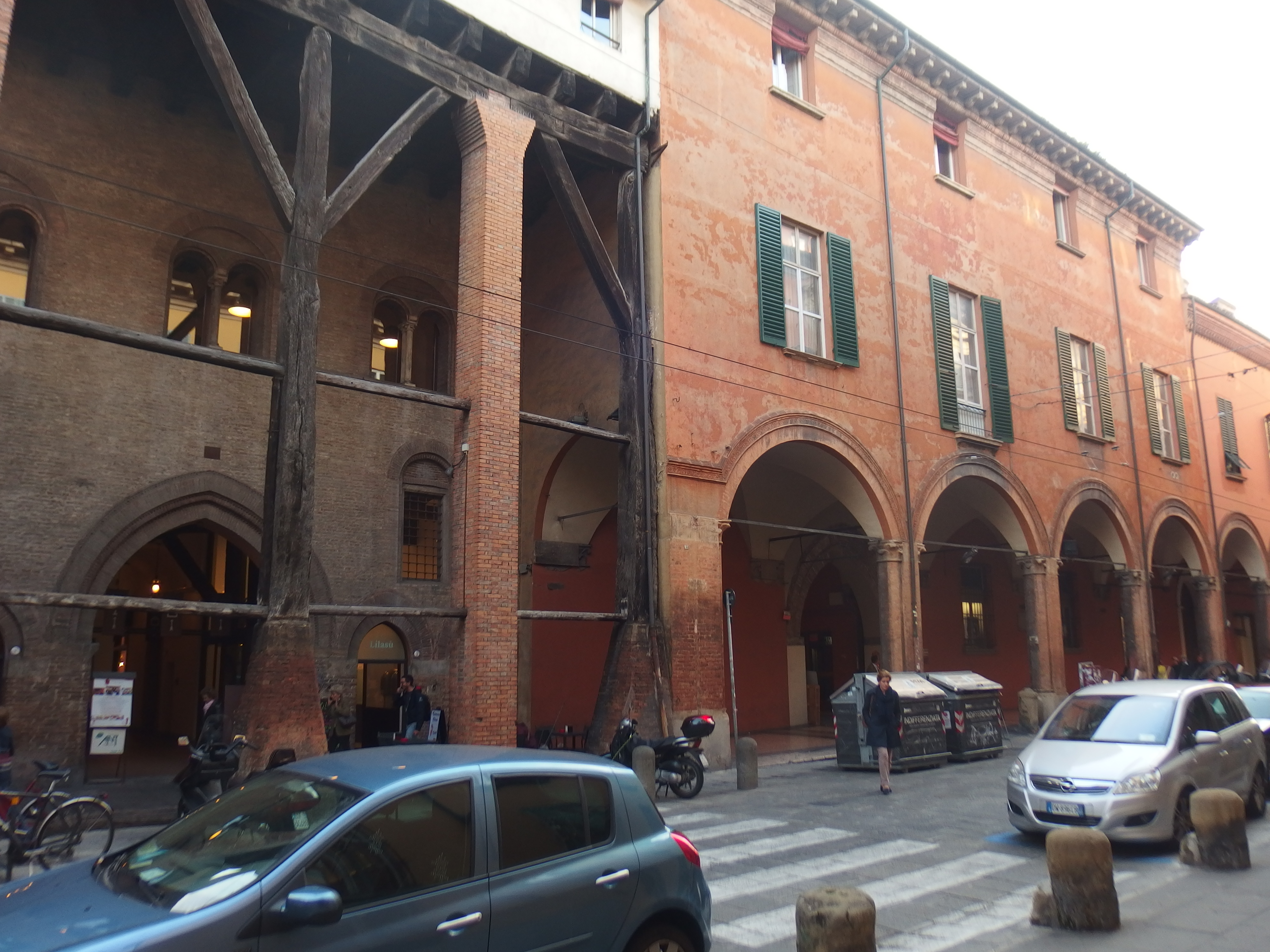
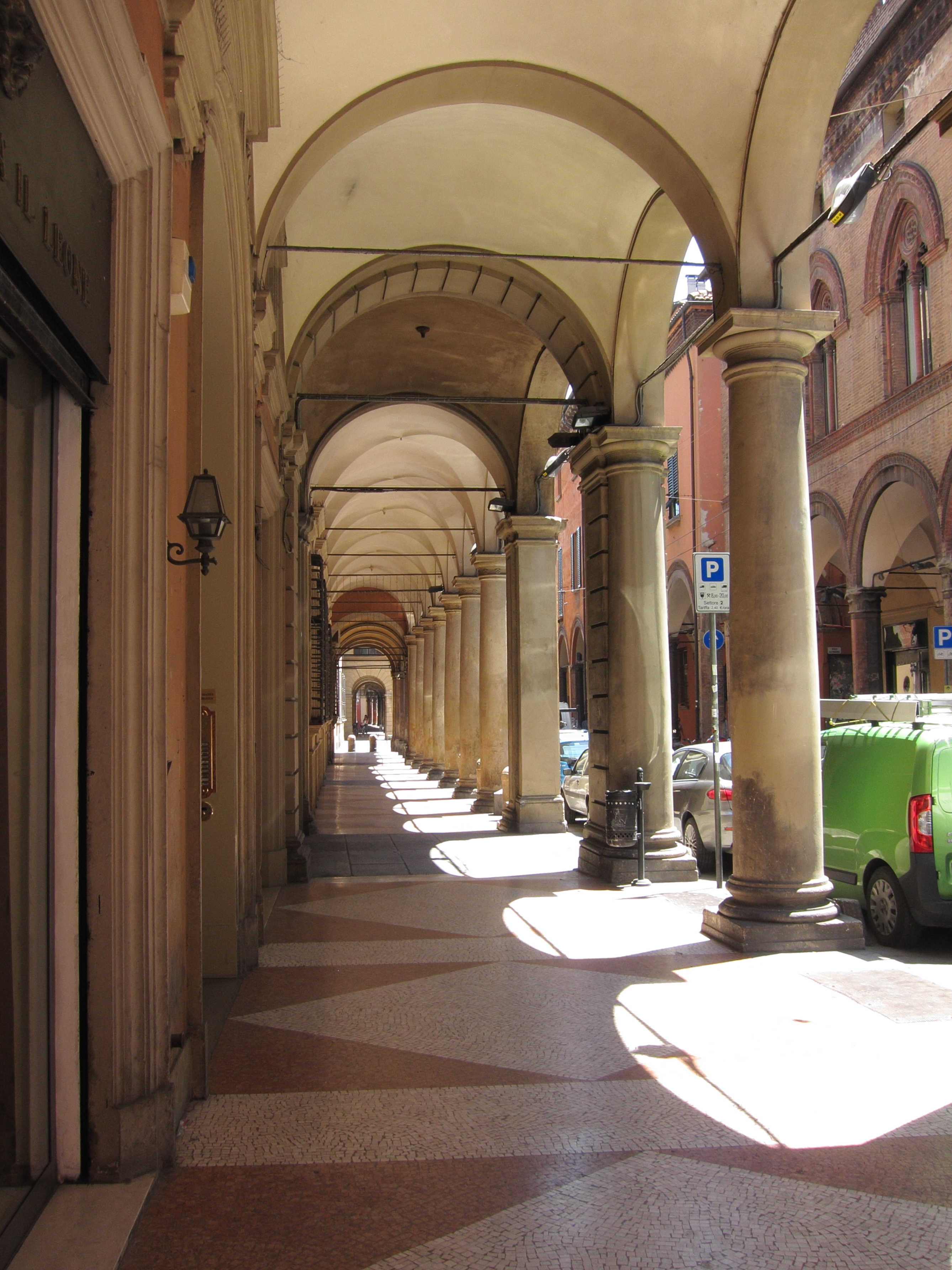
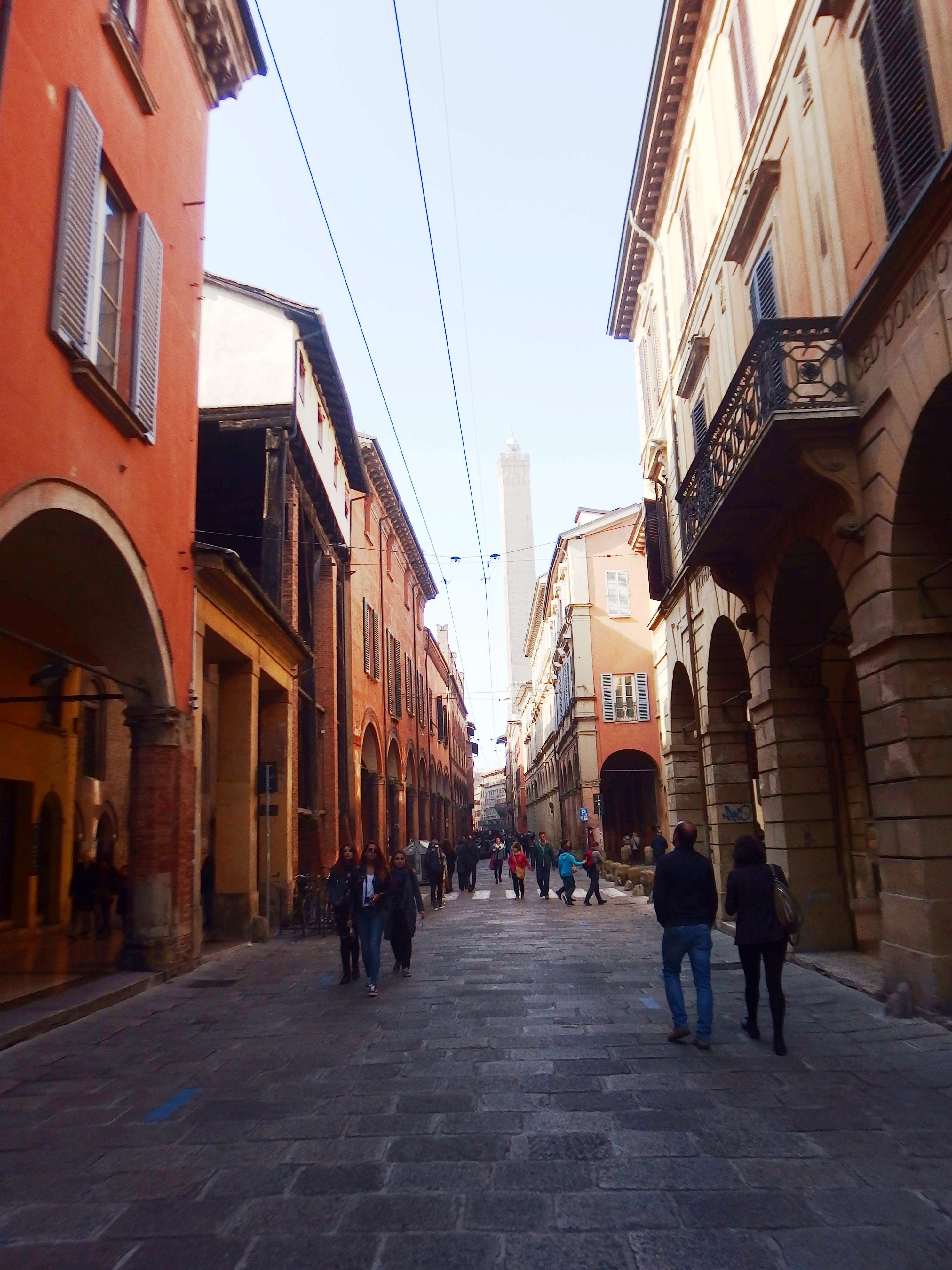